# Lista de prefeitos de Itariri
Esta é a lista de prefeitos e vice-prefeitos do município de Itariri, estado brasileiro de São Paulo.
| Nº | Nome                        | Partido | Vice-prefeito                    | Início do mandato       | Fim do mandato         | Observações                                                                                    |
| 1  | José de Almeida Siqueira    | PSP     | José Higa                        | 09 de abril de 1949     | 08 de abril de 1953    | - -                                                                                            |
| 2  | Romeu Muniz Barreto         | UDN     | Antonio Romualdo de Lorena       | 09 de abril de 1953     | 08 de abril de 1957    | - -                                                                                            |
| 3  | Fidelis Gasbarro            | PTN     | José Ferreira Franco             | 09 de abril de 1957     | 08 de abril de 1961    | Prefeito que trouxe a luz elétrica para o município Fez ferrovias,rodovias e saneamento básico |
| 4  | João Franco                 | PDC     | José Rodrigues Junior            | 09 de abril de 1961     | 08 de abril de 1965    | - -                                                                                            |
| 5  | José Claret Toledo Goulart  | ARENA   | Takecatsu Tamasiro               | 09 de abril de 1965     | 08 de abril de 1969    | - -                                                                                            |
| 6  | Dr.Taminato Tion            | ARENA   | José Rodrigues Filho             | 09 de abril de 1969     | 08 de abril de 1973    | - -                                                                                            |
| 7  | João Franco                 | ARENA   | Daniel Joaquim Silva             | 09 de abril de 1973     | 08 de abril de 1977    | 2º mandato                                                                                     |
| 8  | Daniel Joaquim Silva        | ARENA   | Paulo Kian                       | 09 de abril de 1977     | 31 de janeiro de 1983  | - -                                                                                            |
| 9  | João Rocha                  | PDS     | Nicolau Issau Hashimoto          | 1° de fevereiro de 1983 | 31 de dezembro de 1988 | - -                                                                                            |
| 10 | Jesuitas Silva              | PMDB    | Eduardo Seigui Hanashiro         | 1° de janeiro de 1989   | 31 de dezembro de 1992 | - -                                                                                            |
| 11 | João Rocha                  | PDS     | Nelson Ferreira Batista          | 1° de janeiro de 1993   | 31 de dezembro de 1996 | 2º mandato                                                                                     |
| 12 | Jesuitas Silva              | PTB     | Yolanda Hanashiro Taminato       | 1° de janeiro de 1997   | 31 de dezembro de 2000 | 2° mandato                                                                                     |
| 13 | José Neto Fernandes         | PFL     | Luiz Sérgio Massaiochi Oyadomari | 1° de janeiro de 2001   | 31 de dezembro de 2004 | - -                                                                                            |
| 14 | Daniel Joaquim Silva        | PP      | Estanislau F. Mattos             | 1° de janeiro de 2005   | 31 de dezembro de 2008 | -                                                                                              |
| 15 | Dinamerico Gonçalves Peroni | PP      | Lincoln Shiguehar Matsuda        | 1° de janeiro de 2009   | 31 de dezembro de 2012 | - -                                                                                            |
| 16 | Rejane Maria Silva          | PP      | Vilmar da Silva                  | 1° de janeiro de 2013   | 31 de dezembro de 2016 | 1° Mulher eleita                                                                               |
| 17 | Dinamerico Gonçalves Peroni | PSDB    | Sinval Oliveira Silva            | 1° de janeiro de 2017   | 31 de dezembro de 2020 | Prefeito eleito em sufrágio universal                                                          |
| 18 | Dinamerico Gonçalves Peroni | PSDB    |                                  | 1° de janeiro de 2021   | 31 de dezembro de 2024 | Prefeito reeleito em sufrágio universal                                                        |
| 18 | Carlos Rocha Ribeiro        | PL      | Isnaldo Roberto Dias             | 1° de janeiro de 2025   | Atualmente             | Prefeito eleito em sufrágio universal                                                          |